# Taikang Headquarters Building
Le Taikang Headquarters Building est un gratte-ciel en construction à Pékin en Chine. Il s'élèvera à 224 mètres. 